# Синьян, Шерифф
Шерифф Синьян (англ. Sheriff Sinyan; род. 19 июля 1996, Осло) — гамбийский футболист, защитник клуба «Славия» (Прага) и сборной Гамбии.

## Клубная карьера
Синьян — воспитанник норвежских клубов «Оппсаль», «Хомлиа» и «Лиллестрём». 17 июля 2016 года в матче против «Сарпсборг 08» он дебютировал в Типпелиге в составе последнего. 1 октября в поединке против «Стабека» Шерифф забил свой первый гол за «Лиллестрём». В 2017 году он получил серьёзную травму, которая оставила его вне игры на год. Летом 2020 года Синьян перешёл в «Мольде», подписав контракт на 3 года. 5 июля в матче против «Мьёндалена» он дебютировал за новую команду. 11 июля 2021 года в поединке против «Одда» Шерифф забил свой первый гол за «Мольде». В 2022 году он помог клубу стать чемпионом Норвегии. 
Летом 2023 года Синьян перешёл в пражскую «Славию». 

## Международная карьера
12 июня 2019 года в товарищеском матче против сборной Марокко он дебютировал за сборную Гамбии. 

## Достижения
Клубные
 «Мольде»
- Победитель Типпелиги — 2022